# Arthur Roberts (monteur)
Pour les articles homonymes, voir Arthur Roberts.
Arthur Roberts est un monteur américain né le 17 juillet 1890 et mort le 5 février 1961.

## Filmographie
- 1927 : The College Hero
- 1927 : Supplice de femme (The Siren) de Byron Haskin
- 1928 : La Madone des sandwiches (That Certain Thing) de Frank Capra
- 1928 : The Wife's Relations
- 1928 : Un punch à l'estomac (So This Is Love?) de Frank Capra
- 1928 : A Woman's Way
- 1928 : The Sporting Age
- 1928 : Bessie à Broadway (The Matinee Idol) de Frank Capra
- 1928 : La Fiancée du désert (The Desert Bride) de Walter Lang
- 1928 : Broadway Daddies
- 1928 : After the Storm de George B. Seitz
- 1928 : Say It with Sables de Frank Capra
- 1928 : Lady Raffles
- 1928 : Court-Martial
- 1928 : L'Épave vivante (Submarine) de Frank Capra et Irvin Willat
- 1928 : Stool Pigeon
- 1928 : Fashion Madness
- 1929 : Loin du ghetto (The Younger Generation) de Frank Capra
- 1929 : The Quitter
- 1929 : L'Affaire Donovan (The Donovan Affair) de Frank Capra
- 1929 : Mister Antonio
- 1929 : Le Vagabond du jazz (The Vagabond Lover) de Marshall Neilan
- 1930 : Girl of the Port
- 1930 : Coucous (The Cuckoos) de Paul Sloane
- 1930 : Kathleen Mavourneen d'Albert Ray
- 1930 : She's My Weakness
- 1930 : Conspiracy de Christy Cabanne
- 1930 : Half Shot at Sunrise de Paul Sloane
- 1931 : La Princesse amoureuse (The Royal Bed) de Lowell Sherman
- 1931 : Cracked Nuts d'Edward F. Cline
- 1931 : Transgression de Herbert Brenon
- 1931 : Too Many Cooks
- 1931 : Way Back Home de William A. Seiter
- 1932 : Girl of the Rio (en)
- 1932 : Girl Crazy de William A. Seiter
- 1932 : Hold 'Em Jail de Norman Taurog
- 1932 : Héritage (A Bill of Divorcement) de George Cukor
- 1932 : Secrets of the French Police
- 1933 : The Cheyenne Kid
- 1933 : Christopher Strong
- 1933 : Flying Devils
- 1933 : One Man's Journey de John S. Robertson
- 1933 : If I Were Free d'Elliott Nugent
- 1934 : Deux tout seuls (Two Alone) d'Elliott Nugent
- 1934 : Down to Their Last Yacht (en)
- 1934 : Lightning Strikes Twice
- 1935 : L'Étoile de minuit (Star of Midnight)
- 1936 : Mon ex-femme détective (The Ex-Mrs. Bradford) de Stephen Roberts
- 1936 : Carolyn veut divorcer (The Bride Walks Out)
- 1937 : We Who Are About to Die
- 1937 : Les Démons de la mer (Sea Devils) de Benjamin Stoloff
- 1938 : Radio City Revels
- 1939 : The Flying Irishman
- 1940 : Le Fils de Monte-Cristo (The Son of Monte Cristo)
- 1941 : Let's Go Collegiate
- 1942 : A Gentleman After Dark
- 1942 : The Old Homestead (en)  de Frank McDonald
- 1942 : Sunset Serenade
- 1942 : X Marks the Spot
- 1942 : Secrets of the Underground
- 1943 : Dead Man's Gulch (en) de John English
- 1943 : Idaho (en)
- 1943 : Mantrap
- 1943 : False Faces de George Sherman
- 1943 : Headin' for God's Country
- 1943 : A Scream in the Dark
- 1943 : Mystery Broadcast
- 1943 : O, My Darling Clementine
- 1944 : La Femme et le Monstre (The Lady and the Monster) de George Sherman
- 1944 : The Girl Who Dared
- 1944 : L'Esprit pervers (Strangers in the Night) de Anthony Mann
- 1944 : Tempête sur Lisbonne (Storm Over Lisbon) de George Sherman
- 1944 : End of the Road (en)
- 1944 : Lake Placid Serenade
- 1945 : The Phantom Speaks
- 1945 : Bells of Rosarita
- 1945 : Tell It to a Star
- 1945 : Bandits of the Badlands
- 1945 : Girls of the Big House
- 1945 : Mexicana
- 1946 : Song of Arizona
- 1946 : Meurtre au music-hall (Murder in the Music Hall)
- 1946 : Rendezvous with Annie
- 1946 : Une fille perdue (That Brennan Girl) d'Alfred Santell
- 1947 : The Pilgrim Lady de Lesley Selander
- 1947 : That's My Gal
- 1947 : The Trespasser
- 1947 : Wyoming
- 1947 : Along the Oregon Trail
- 1947 : Jenny et son chien (Driftwood) d'Allan Dwan
- 1947 : Under Colorado Skies (en) de R.G. Springsteen
- 1948 : Campus Honeymoon
- 1948 : Oklahoma Badlands
- 1948 : The Inside Story
- 1948 : The Bold Frontiersman (en)
- 1948 : Secret Service Investigator
- 1948 : Ange en exil (Angel in Exile) d'Allan Dwan
- 1948 : Les Pillards (The Plunderers) de Joseph Kane
- 1949 : Le Dernier Bandit (The Last Bandit) de Joseph Kane
- 1949 : Death Valley Gunfighter
- 1949 : Frontier Investigator
- 1949 : Brimstone (en) de Joseph Kane
- 1949 : Navajo Trail Raiders
- 1950 : Federal Agent at Large (en)
- 1950 : Harbor of Missing Men
- 1950 : Mississippi-Express (Rock Island Trail) de Joseph Kane
- 1950 : The Savage Horde
- 1950 : Hills of Oklahoma (it)
- 1950 : Ruée vers la Californie (California Passage)
- 1951 : La Revanche des Sioux (en) (Oh! Susanna)
- 1951 : Buckaroo Sheriff of Texas
- 1951 : Alerte aux garde-côtes (Fighting Coast Guard)
- 1951 : Street Bandits
- 1952 : Lady Possessed
- 1952 : Rose of Cimarron
- 1952 : Marins et marraines (en) (Gobs and Gals) de R. G. Springsteen
- 1952 : La Femme aux revolvers (Montana Belle) d'Allan Dwan
- 1953 : Les Envahisseurs de la planète rouge (Invaders from Mars) de William Cameron Menzies
- 1954 : Untamed Heiress
- 1955 : Lay That Rifle Down
- 1955 : Headline Hunters de William Witney